# Epidote Peak
L'Epidote Peak, (in lingua inglese: Picco dell'epidoto), è un prominente picco roccioso antartico, situato appena a nord della bocca del Ghiacciaio Held e che si affaccia sul fianco occidentale del Ghiacciaio Shackleton, nei Monti della Regina Maud, in Antartide. 
La denominazione è stata assegnata dalla Texas Tech Shackleton Glacier Expedition, la spedizione antartica nell'area del ghiacciaio Shackleton condotta dalla Texas Tech University nel 1964–65, a causa dell'abbondanza del minerale epidoto che conferisce al picco roccioso un aspetto a chiazze.